# Symbolia longihirta
Symbolia longihirta är en tvåvingeart som först beskrevs av Van Duzee 1930.  Symbolia longihirta ingår i släktet Symbolia och familjen styltflugor.
Artens utbredningsområde är Peru. Inga underarter finns listade i Catalogue of Life.